# Iglesia de Hasle (Bornholm)
La iglesia de Hasle (Hasle Kirke) es la iglesia parroquial de Hasle, un puerto en la costa occidental de la isla danesa de Bornholm. Se encuentra en una colina al este de la ciudad con vistas al puerto.

## Historia y arquitectura

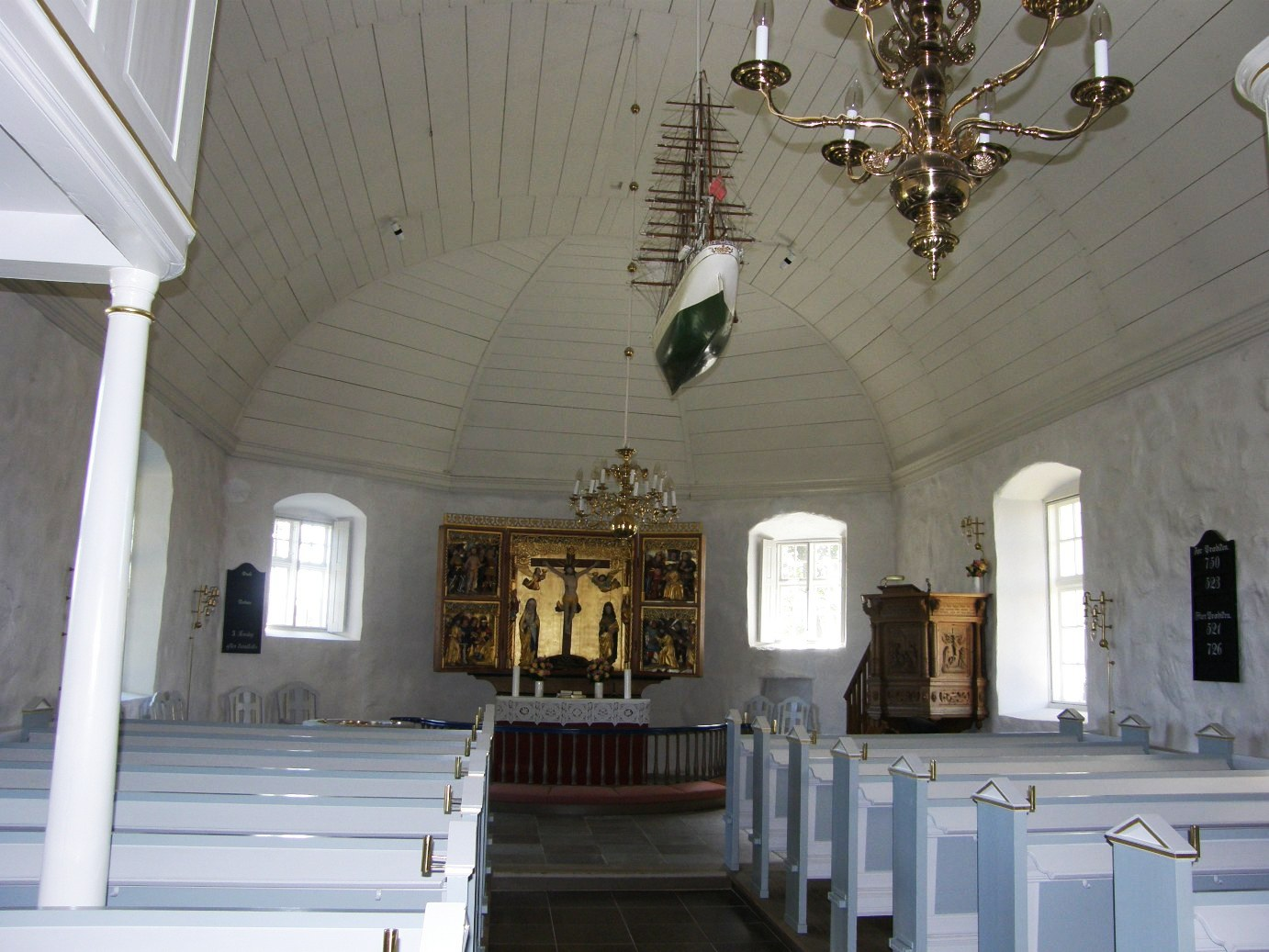
Nave de la iglesia de Hasle

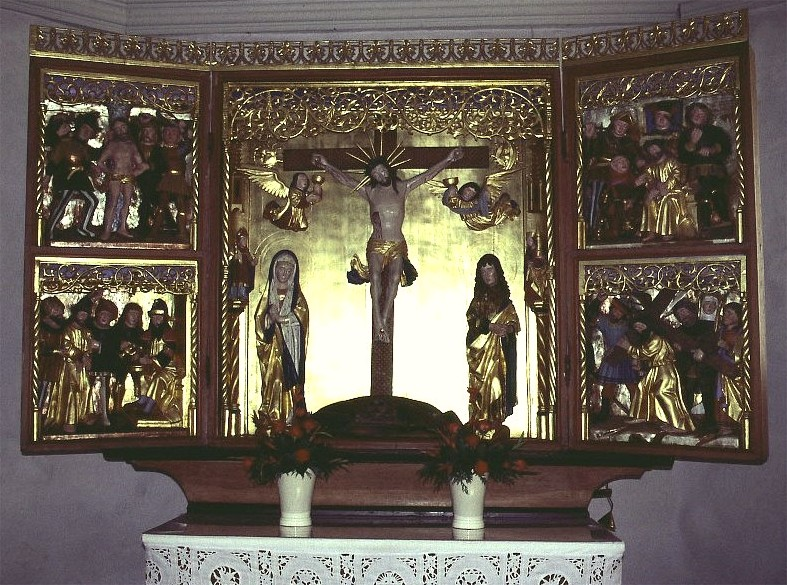
Retablo

El edificio originalmente consistía en una nave de estilo gótico tardío con un coro de tres lados en el extremo este. Construido en piedra de campo, data del siglo XV y fue documentada por primera vez como la capilla Hasle (Hasle Capell) en 1569. La aguja en el extremo occidental fue reconstruida en 1758 y el pórtico del sur se añadió en 1882.  En 1887 la entrada principal se trasladó al extremo occidental del edificio.  Los muros de la nave tienen unos 3 metros de altura con ventanas con marcos de madera que datan de 1833. Dentro de la iglesia, hay un gran nicho en el lado sur del coro.

## Interior
El techo abovedado fue agregado en 1847. El tríptico tallado sobre el altar de principios del siglo XVI representa la crucifixión en el panel central, mientras que el panel de dos secciones hacia un lado muestra a Jesús azotado y su aparición ante Poncio Pilato y el otro lado muestra la corona de espinas y Jesús cargando la Cruz. Hasta 1847, el retablo tuvo cinco paneles y se cree que procedía de Lübeck . El púlpito de finales del siglo XVI es probablemente de origen flamenco. La galería de órganos en el extremo occidental del edificio data del siglo XVIII. La fuente bautismal de piedra caliza de Gotland del siglo XIII tiene una cubeta plana y ancha con un fondo cónico, mientras que sus lados inclinados están decorados con arcos apuntados.